# Ricardo Tormo

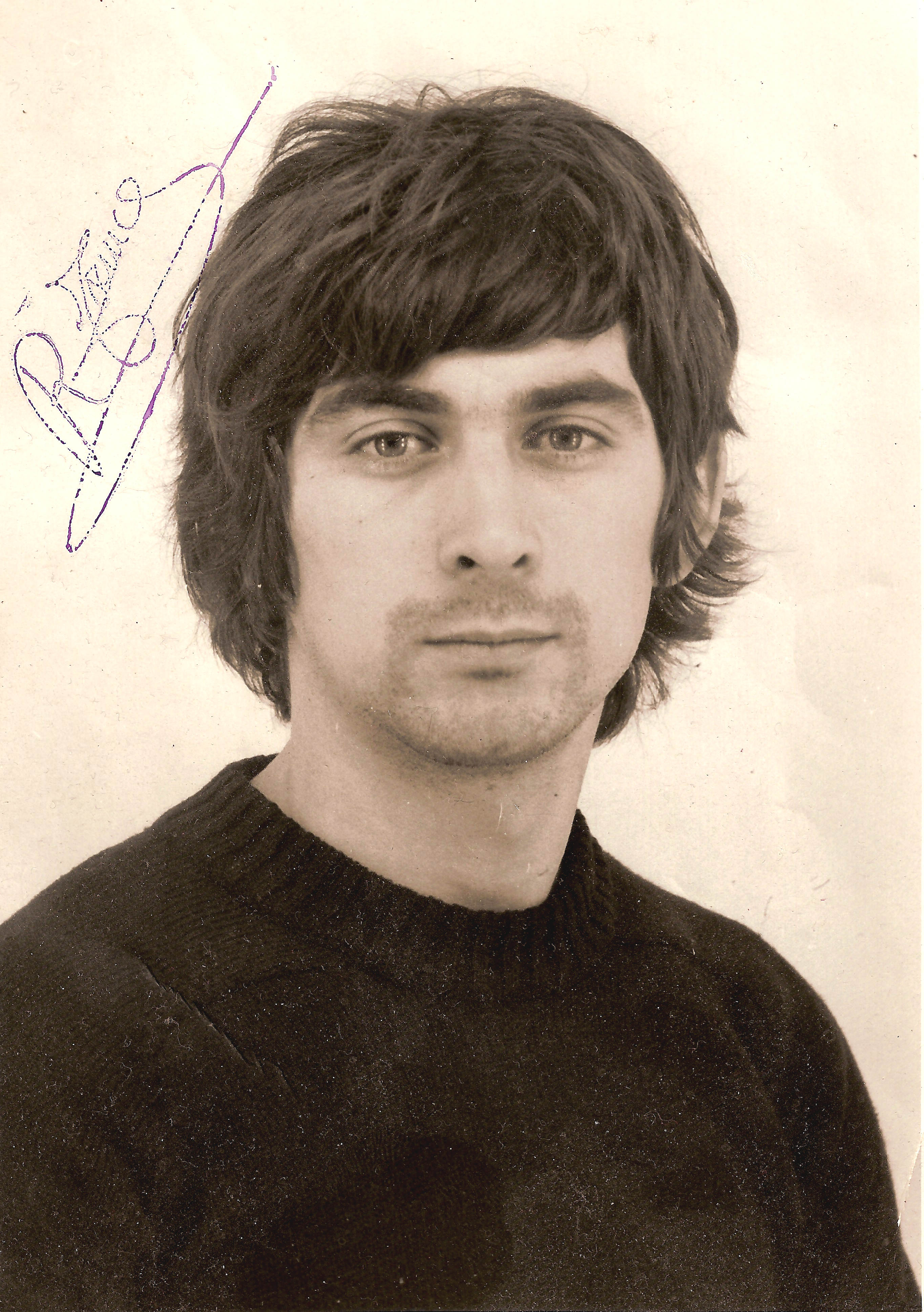
Ricardo Tormo

Ricardo Tormo Blaya (* 7. September 1952 in Ayacor, Region Valencia; † 27. Dezember 1998 in Valencia) war ein spanischer Motorradrennfahrer.
In den Jahren 1978 und 1981 gewann er den Weltmeistertitel in der 50-cm³-Klasse der Motorrad-Weltmeisterschaft.

## Werdegang
Ricardo Tormo debütierte im Jahr 1973 beim Grand Prix von Spanien auf Derbi in der 50-cm³-Klasse der Motorrad-Weltmeisterschaft. Seinen zweiten Grand Prix, wiederum bei seinem Heimrennen, absolvierte er erst 1976, dabei konnte er auf Kreidler den sechsten Platz belegen.
Ab 1977 startete Tormo als Bultaco-Werksfahrer permanent in der 50-cm³-Klasse der WM. Er nahm an sechs Rennen teil, konnte fünfmal auf Siegerpodest fahren und beim letzten Saisonlauf, dem Grand Prix von Schweden, sogar seinen ersten Grand Prix-Sieg feiern. In der Weltmeisterschaft belegte er hinter seinem Landsmann Ángel Nieto und dem Italiener Eugenio Lazzarini den dritten Gesamtrang.
In der Saison 1978 dominierte Ricardo Tormo auf Bultaco die 50-cm³-Klasse. Bei sieben Saisonrennen konnte er fünf Siege und zwei zweite Plätze einfahren. Im Gesamtklassement hatte er mit 99 Punkten ganze 35 Zähler mehr auf dem Konto, als sein ärgster Verfolger Eugenio Lazzarini. 1979 nahm der Spanier nur an wenigen WM-Läufen teil, beim 125er-Grand Prix von Finnland konnte er seinen ersten Sieg in dieser Klasse einfahren. Trotz nur dreier bestrittener Rennen beendete er die Saison auf dem siebten WM-Rang. In der Saison 1980 bestritt Ricardo Tormo wiederum nicht die gesamte Saison, in der 50-cm³-Klasse konnte er auf Kreidler-Van Veen zwei Siege feiern und damit den vierten Platz in der WM-Gesamtwertung belegen.
Die Saison 1981 bescherte Ricardo Tormo dann seinen zweiten 50er-Titel. Er bestritt auf Motul-Bultaco sechs der acht WM-Läufe und konnte alle gewinnen. In der Gesamtwertung hatte er am Ende 25 Punkte Vorsprung auf seinen Markenkollegen, den Niederländer Theo Timmer. Auch in der 125er-Klasse konnte er mit dem Großen Preis von Schweden ein Rennen gewinnen. In den Jahren 1982 und 1983 bestritt Tormo sowohl die 50-cm³-, als auch die 125-cm³-Klasse und belegte jeweils einstellige Ränge im Gesamtklassement. Während der Saison 1984 zog sich Ricardo Tormo bei einem Sturz während einer Testfahrt für Derbi in einem Industriegebiet nahe Barcelona so schwere Beinverletzungen zu, dass er später seine Karriere beenden musste.
In seiner Laufbahn bestritt Ricardo Tormo insgesamt 62 Grand-Prix-Rennen und konnte dabei 19 Siege, 36 Podiumsplatzierungen, 23 Pole-Positionen und vier schnellste Rennrunden einfahren. Außerdem gewann er drei 50-cm³- und vier 125-cm³-Titel in der Spanischen Motorradmeisterschaft.
Ricardo Tormo starb im Jahr 1998 an Leukämie und liegt auf dem Cementeri de Canals in Canals nahe Valencia begraben. Ihm zu Ehren wurde die 1999 eröffnete Rennstrecke in Cheste nahe Valencia in Circuit de la Comunitat Valenciana Ricardo Tormo benannt.

## Erfolge
- 1978 – 50-cm³-Weltmeister auf Bultaco
- 1981 – 50-cm³-Weltmeister auf Motul-Bultaco
- 19 Grand-Prix-Siege
- Spanischer 50-cm³-Meister: 1977, 1978, 1979, 1980
- Spanischer 125-cm³-Meister: 1979, 1980, 1981, 1983